# Castaic (Kalifornija)
Castaic je naseljeno područje za statističke svrhe u američkoj saveznoj državi Kalifornija. Prema popisu stanovništva iz 2010. u njemu je živjelo 19,015 stanovnika.